# Giovanni Soster
Giovanni Soster (Valdagno, Marzo 1814 – Valdagno, 31 dicembre 1893) è stato uno storico italiano.

## Biografia

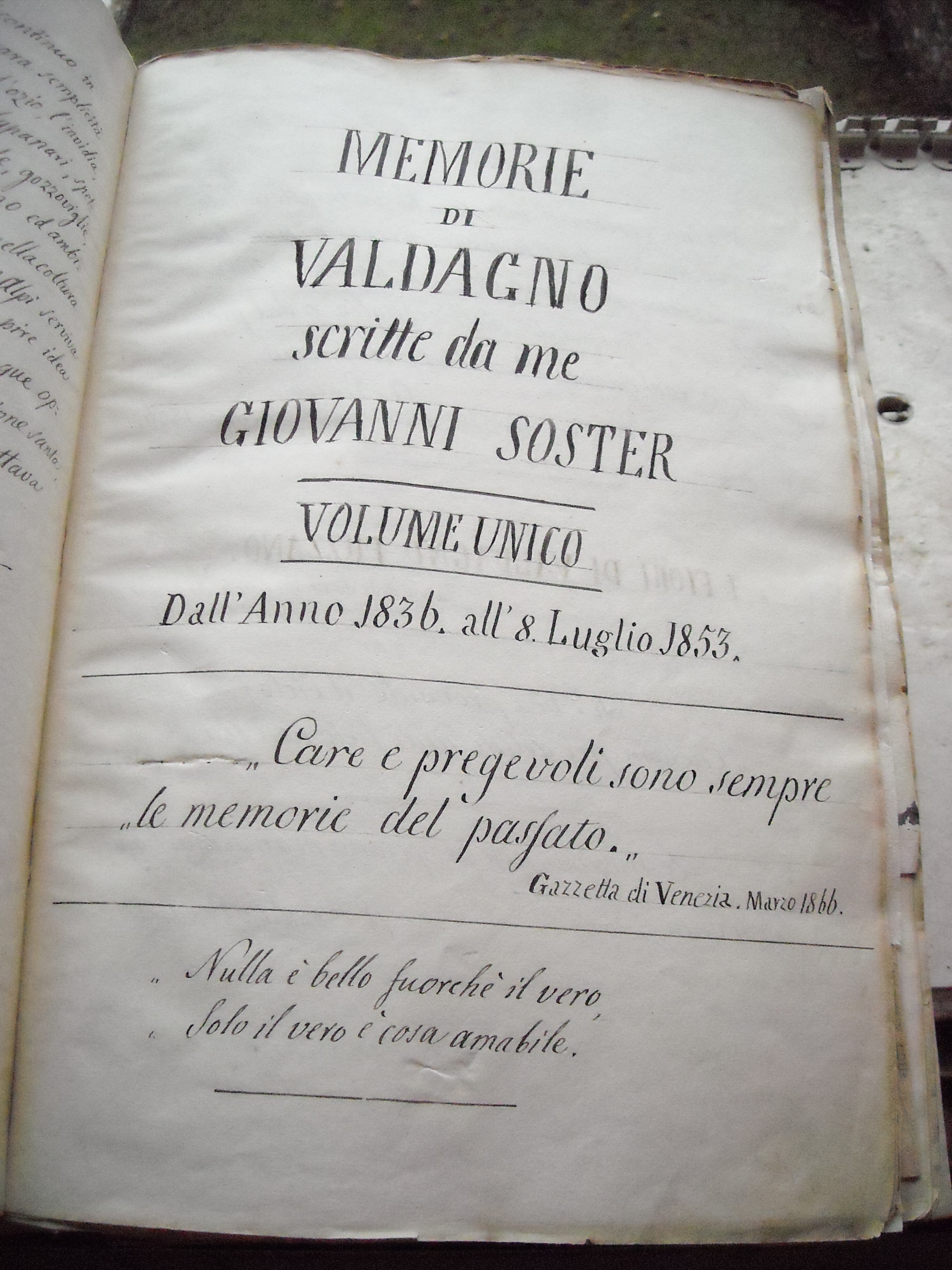
Memorie di Valdagno di Giovanni Soster

" Giovanni Soster nacque a Valdagno nel marzo del 1814, figlio di Rocco Soster - che aveva rivestito cariche pubbliche sotto tre diversi governi (Venezia, la Francia e l'Austria) - e di Bernardina Pedoni, appartenente ad un'antica famiglia di speziali che si era stabilita a Valdagno ancora due secoli prima.
I Soster erano originari della Lusiana, dove lo stemma di famiglia si trovava scolpito sulla navata centrale della chiesa parrocchiale. Imparentati con personaggi veneti di illustre lignaggio, formavano una famiglia importante, alla quale appartennero nel corso dei secoli vari governatori, sindaci, decani e consiglieri. Giovanni discendeva dal ramo valdagnese dei Soster che possedeva diverse abitazioni nel centro del paese. Ultimo di sei fratelli tutti maschi (Dioniso nato nel 1798, Valentino nel 1799, Angelo nel 1800, Bartolomeo - incisore di stampe di buon pregio artistico - nato nel 1802 e infine Pietro nel 1810), faceva di mestiere l'orafo come il fratello Valentino, che aveva avuto bottega prima a Vicenza e poi a Venezia dove aveva anche frequentato l'Accademia di Belle Arti.
Pur non avendo svolto studi elevati, Giovanni Soster divenne ben presto noto a livello locale come cronista puntuale e appassionato delle vicende valdagnesi, soprattutto a partire dagli anni Trenta quando prese ad occuparsi sistematicamente delle notizie su tutto quanto poteva interessare il proprio paese. Andò così raccogliendo una infinità di memorie, opuscoli e manoscritti che alla fine donò - mentre era ancora vivente - alla Biblioteca Bertoliana di Vicenza (Dono Soster 1892 Descrizione: 29 volumi manoscritti, relativi alla storia di Valdagno e della Vallata dell'Agno. Dieci di questi volumi sono frutto delle ricerche di Giovanni Soster; gli altri sono di Antonio Mastini, Girolamo I Festari, Francesco Rubini, Girolamo II Festari, Giuseppe Festari e Domenico Rasia. Oltre a ciò Soster donò 79 opuscoli a stampa sulle acque di Recoaro e dei Vegri di Valdagno, due libri di antichi statuti di Valdagno, due sul dazio della macina. Ancora sono da segnalare due volumi di lettere autografe di vari dirette a Giuseppe Festari, 14 volumi di lettere autografe di Giuseppe Festari a Carlo Annibale Pagani di Arzignano, una raccolta di ordini e decreti originali dei podestà e capitani di Vicenza dei secoli XVI - XVIII).
Fu tra l'altro uno dei principali fautori e benefattori dell'ospedale cittadino. Nel 1893 fu nominato, su proposta del senatore Fedele Lampertico, socio corrispondente della Regia Deputazione Veneta di Storia Patria. Scrisse la sua ultima annotazione nel dicembre dello stesso anno [...]. Morì cinque giorni dopo, il 31 dicembre 1893.
[...] In sessanta e più anni di meticoloso e paziente lavoro raccolse una sterminata mole di documenti relativi all'attualità locale e nazionale. Pubblicò inoltre a sua firma diversi opuscoli divenuti anch'essi una fonte preziosa per la storia locale (vedi Pubblicazioni). Oltre alle opere a stampa e ai 17 libri manoscritti delle Memorie di Valdagno, raccolte tra il 1836 ed il 1893 e tuttora conservate e consultabili - donati dalla signora Soster Brunelli-Bonetti e conservati dalla Biblioteca Civica Villa Valle di Valdagno, esiste presso la Biblioteca Civica Bertoliana di Vicenza una grande quantità di documenti di varia natura ceduti in dono dal Soster poco prima della sua morte. Si tratta di 29 buste che comprendono raccolte di carte originali del Vicariato di Valdagno (secoli XV-XVIII) e del Comune di Valdagno (secolo XIX), articoli di giornale, resoconti, notizie su personaggi valdagnesi, sulle acque di Recoaro e molto altro. Il Comune di Valdagno gli ha intitolato la sala convegni all'interno dello storico Palazzo Festari e una via."
Scrive di lui Sebastiano Rumor: "Soster Giovanni. Nacque a Valdagno, da Rocco e da Bernardina Pedoni, nel Marzo 1814. Fornito dei pochi studi che si davano nelle scuole d'allora, seppe educare e coltivar se stesso con perseveranza. Fino dal 1830 si occupò di effemeridi patrie e di quanto poteva interessare il proprio paese. Raccolse una infinità di memorie, opuscoli e manoscritti che donò vivente alla Bertoliana di Vicenza. A compensarlo dalle lunghe e nobili fatiche, il 5 Novembre 1893 la R. Deputazione Veneta di storia patria, su proposta del sen. Fedele Lampertico, lo nominava Socio corrispondente, ma pochi giorni dopo, il 31 Dicembre cessava di vivere. Fu modesto, buono, laborioso e caritatevole, uno dei principali fautori e benefattori dell'Ospitale Valdagnese."
Viene citato come storico di rilievo per le fonti messe da lui a disposizione in vari testi di altri storici influenti, quali Giovanni Mantese in "Storia di Valdagno" e Gianni Cisotto in "Storia della Valle dell'Agno".
Fu raccoglitore di lettere autografe di personaggi illustri di cui curò l'edizione a stampa: nel 1881 le lettere autografe di Silvio Pellico, di Aleardi contenute nelle sue raccolte-poi, nel 1885 quelle di Sismondo Sismondi.

## Pubblicazioni

### Opuscoli
- Memorie sulla erezione della Chiesa parrocchiale di S. Clemente in Valdagno - Padova, tip. del Seminario, 1878, in 8°, pag. 29.[11]
- Memorie storiche documentate dal distretto di Valdagno - Padova, tip. del Seminario, 1879, in 8.°, pag. 52.[12]
- Dieci lettere inedite di uomini illustri, indirizzate a rinomati medici di Valdagno con relative note - Padova, tip. del Seminario, 1881, in 8°, pag . 32 (Nozze Cicogna Reller-Foscarini).[13]
- Chiesa e monastero delle Cappuccine e sacello della Madonna della salute in Valdagno - Vicenza, Paroni, 1882, in 8°, pag. 39.[14]
- Lettera con note biografiche - Padova, tip. del Seminario, 1885, in 8°, pag. 54 (Nozze Soster-Dondi Dall’Orologio).
- Memorie storiche della parrocchia di Novale - Valdagno, Longo, 1885, in 4°, pag. 11. (Per l’ingresso di D. Bortolo Chiarello alla Chiesa di Novale).[15]
- Quadro statistico della parrocchia di Valdagno nell’anno 1780, pubblicato nel Dicembre 1886 - Padova, tip. del Seminario, 1886,in 8°, pag. 16.[16]
- Valdagno. Ricordi storici dal 1814 al 1817 raccolti ed ordinati - Padova tip. del Seminario, n. 8°, pag. 55 (Nozze Soster-Dondi Orologio).[17]
- La vita e gli studi di Marco Antonio Dalle Ore. Cenno - Vicenza, Burato, s.a., ma 1887, in 8°, pag. 14 (Nozze Dalle Ore-Marzotto).[18]
- Documenti sulla istruzione pubblica in Valdagno dal 1629 al 1712 - Padova, tip. del Seminario, 1889, n. 8°, pag. 16. (Nozze Dalla Valle -Dalle Ore).[19]
- Ricordi storici del pio ospitale e chiesa di S. Lorenzo in Valdagno - Valdagno, Zordan e Bicego, 1890, in 8°, pag. 28.[20]

### Curatele
A. Aleardi,A. Cesari, S. Pellico lettere estratte dalla raccolta di autografi posseduta dal sig. Giovanni Soster di Valdagno Schio Tipografia

### Memorie di Valdagno
- Memorie di Valdagno, Volume Unico dal 1836 al 1853
- Memorie di Valdagno Volumi I-XVII dal 1853 al 1893